# Stefan Schmoker
Stefan Schmoker (* 9. Mai 1983 in Reichenbach; † 30. Januar 2009 in Mexiko) war ein Schweizer Gleitschirmpilot. Er studierte Chemie und flog seit 2002 Gleitschirm, ab 2006 auch Wettkämpfe. Daneben war er auch Werkspilot des Schweizer Gleitschirmherstellers Advance.
Er starb während des sechsten Durchgangs der Gleitschirm-Weltmeisterschaften in Mexiko. Nach Aussagen des Schweizer Teamleaders Martin Scheel waren die Flugbedingungen an diesem Tag „normal“ – an einigen, vor allem tiefen Stellen zwar turbulent, aber durchaus für Gleitschirmflüge geeignet. Stefan Schmoker hatte einen großen Klapper mit anschließendem Verhänger, schaffte es aber nicht mehr den Verhänger zu öffnen und stürzte in steiles, felsiges Gelände. Trotz sofortiger Hilfeleistung des Gleitschirmfliegers Helmut Eichholzer und eines Arztes erlag Schmoker gegen 15 Uhr seinen Verletzungen.

## Die wichtigsten sportlichen Erfolge
- 2006 – Sieg beim Cross Country Cup
- 2007 – Sieg beim Cross Country Cup
- 2007 – Dritter Platz beim Paragliding World Cup in Àger
- 2007 – Gesamt-Elfter im Paragliding World Cup
- 2008 – Dritter Platz beim Paragliding World Cup in Italien
- 2008 – Sieg beim Paragliding World Cup in Brasilien
- 2008 – Gesamt-Dritter im Paragliding World Cup